# دهستان دوآب (سلسله)
دهستان دوآب نام دهستانی در بخش مرکزی شهرستان سلسله، استان لرستان در ایران است. براساس سرشماری مرکز آمار ایران در سال ۱۳۸۵، جمعیت آن ۵۴۸۶ نفر (۱۰۵۳ خانوار) بوده‌است.